# Bell 206
Bell 206 JetRanger — семейство двухлопастных одно- и двухдвигательных вертолётов, производимых компанией Bell Helicopter на своем заводе в Мирабеле, Квебек. Первоначально разработанный под названием Bell YOH-4 для участия в конкурсе по программе легких вертолётов наблюдения армии США, он в итоге не был выбран армией. В Bell перепроектировали планер и успешно продавали этот вертолёт на рынке как пятиместный Bell 206A JetRanger. Новый проект был в конечном итоге выбран Армией США под названием OH-58 Kiowa.
Bell также разработала семиместный вариант LongRanger, который позже выпускался с двумя двигателями под наименованием TwinRanger, в то время как компания Tridair Helicopters предлагает похожую двухдвигательную версию LongRanger под названием Gemini ST. Присвоенное ИКАО обозначение модели «B06» используется в планах полета для JetRanger и LongRanger, а обозначение «B06T» используется для двухмоторных TwinRanger.

## Разработка и производство

### История создания и появление модели JetRanger

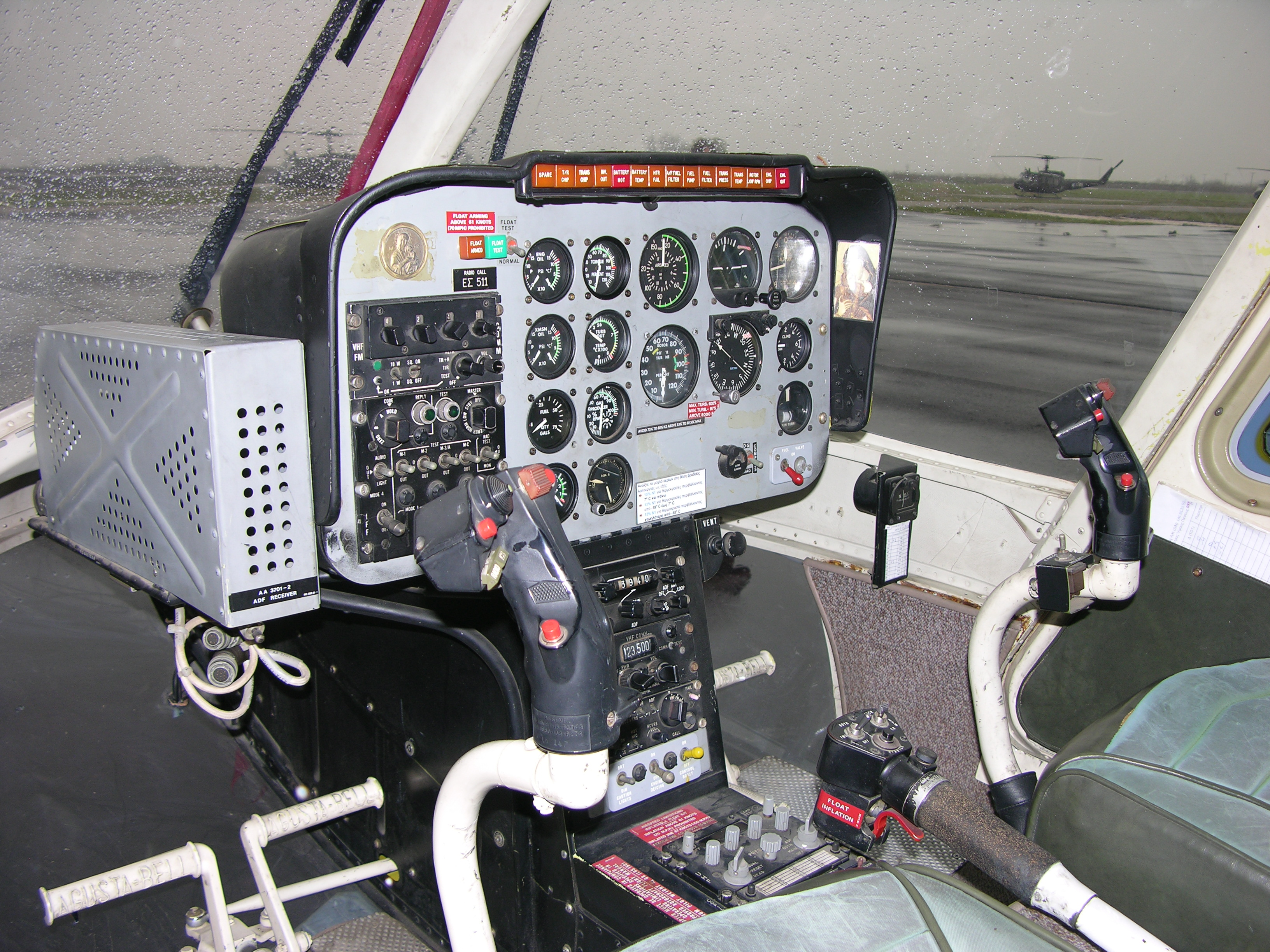
Приборная панель в кабине пилотов вертолёта Bell 206 Jet Ranger

14 октября 1960 года Вооруженные силы США запросили 25 производителей авиационной техники от имени Армии о возможности постройки нового легкого вертолёта для наблюдения и связи на поле боя. Bell приняла участие в конкурсе вместе с 12 другими производителями, включая Hiller Aircraft и Hughes Tool Co., Aircraft Division. В 1961 году фирма Bell начала разработку легкого вертолёта второго поколения по конкурсной программе армии США LOH — Liaison and Observation Helicopter (вертолёт связи и наблюдения). Новые вертолёты предназначались для замены легких вертолётов первого поколения Bell H-13 Sioux и Hiller ОН-23, снабженных одним поршневым двигателем, имеющих экипаж из двух человек (летчика и наблюдателя) и обладающих крейсерской скоростью, ограниченной 115к м/ч из-за малой мощности двигателя и плохого аэродинамического профиля. Вооруженным силам США было поставлено начиная с 1946 года 2393 вертолёта ОН-13 и 1401 вертолёт ОН-23.
Опытный вертолёт YOH-4A с двухлопастными несущим и рулевым винтами, одним газотурбинным двигателем и полозковым шасси был представлен в 1963 году на испытания, однако в 1965 году лучшим был признан проект вертолёта Hughes OH-6A, отличавшийся более высокой массовой отдачей и меньшими размерами. В результате в мае 1965 года фирма Hughes получила контракт на производство 1434 вертолётов, поставленных в 1966—1970 годах.
Когда проект YOH-4A был отвергнут вооруженными силами, в Bell занялись решением проблемы маркетинга вертолёта. Помимо проблемы с имиджем, вертолёту не хватало внутреннего объёма кабины, и он обеспечивал лишь размещение трех пассажиров в значительно ограниченном пространстве. Решением стало перепроектирование фюзеляжа, которое сделало его более обтекаемым и эстетически привлекательным для заказчика, добавив в процессе дополнительные 0,45 м3 внутреннего пространства. Новый вертолёт получил обозначение Bell 206A, а президент Bell Эдвин Дж. Дюкайе предложил название JetRanger, что должно было означать преемственность модельного ряда от более раннего вертолёта Bell 47J Ranger. JetRanger впервые поднялся в воздух 10 января 1966 года и в этом же году был запущен в серийное производство для гражданских потребителей, став базовым для большого числа военных и гражданских модификаций.
Bell Helicopter прекратила производство версии Bell 206B-3 в 2010 году. В 2011 году подержанные 206B-3 продавались примерно за 1,4 миллиона долларов в зависимости от оснащения и конфигурации. В качестве замены пятиместной версии 206-й модели компания Bell в 2015 году начала выпускать модернизированный вариант Bell 505 Jet Ranger X, который должен составить конкуренцию на гражданском рынке вертолёту Robinson R66.

### Модель LongRanger

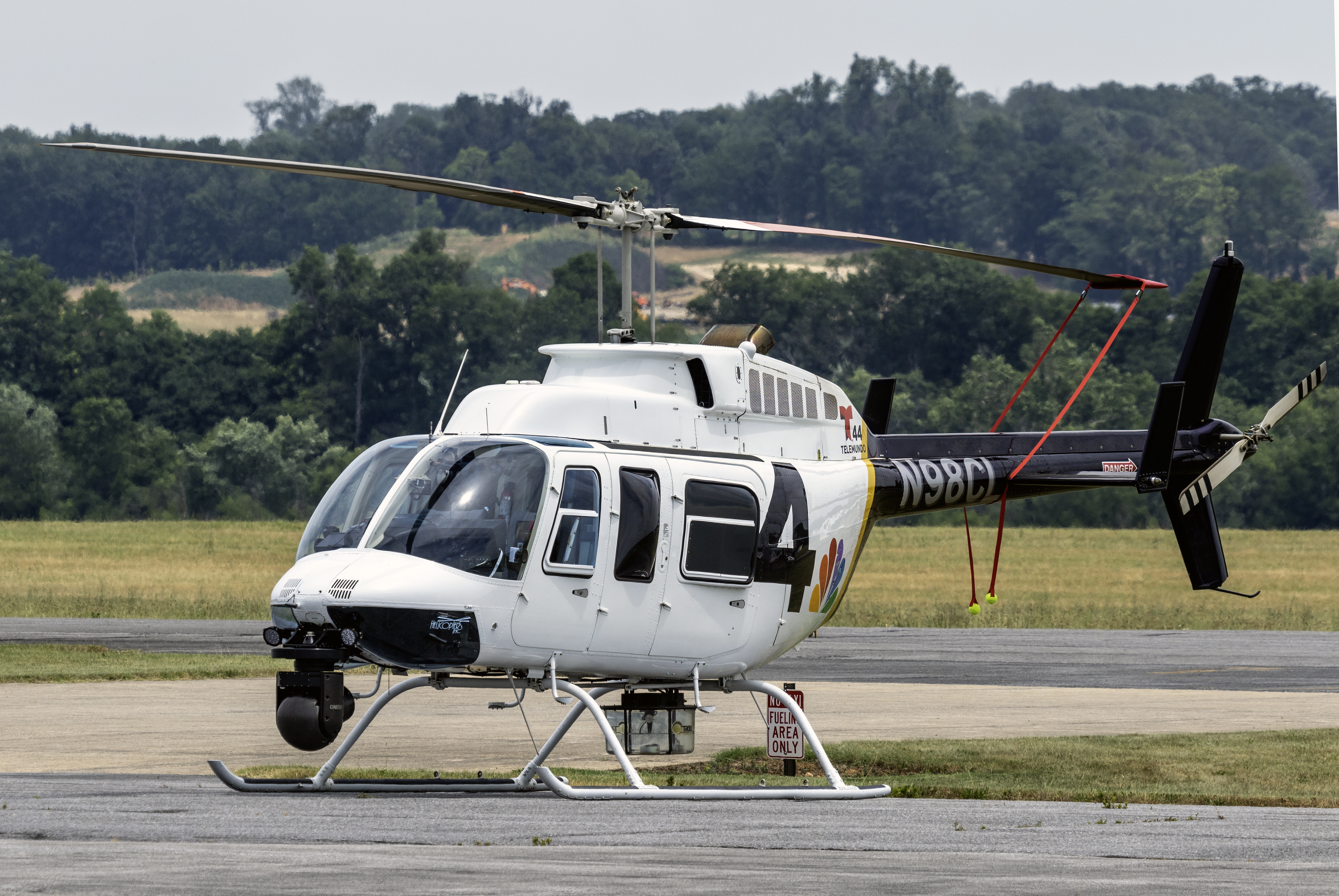
Bell 206-L4 принадлежащий телеканалу WRC-TV в 2024 году

Вертолёт Bell 206L LongRanger стал развитием модели JetRanger с удлиненным на 760 мм фюзеляжем, увеличенным диаметром несущего винта до 11,3 метров и газотурбинным двигателем Allison 250-С20В мощностью 313кВт. Он совершил первый полет 11 сентября 1974 года и серийно производился с 1975 года в США и по лицензии в Италии. В последующем с 1981 года производились модификации 206L LongRanger II, III, и IV с ГТД Allison 250-С30 с увеличенной взлетной мощностью до 485 кВт, максимальной взлетной массой увеличенной до 1882 кг и улучшенными летными характеристиками. С 1986 года серийное производство вертолётов LongRanger переведено в Канаду, где было построено более 600 вертолётов. Крейсерская скорость вертолётов этой модели составила 215 км/ч.
С 1975 года Bell выпустила более 1700 единиц LongRanger в базовых версиях. В 1981 году была выпущена его военная версия Bell 206L TexasRanger.
В 2007 году Bell объявила о программе модернизации для вариантов 206L-1 и 206L-3, которая была предназначена для модификации вертолёта до конфигурации 206L-4. Модифицированные LongRanger обозначались как 206L-1+ и 206L-3+ соответственно. Модернизация заключалась в укреплении структурных компонентов планера (включая новую хвостовую балку), улучшенную трансмиссию и модернизированный двигатель для версии L-1. Все это привело к увеличению максимальной массы на 136 кг и повышению производительности систем вертолёта. Вместимость вертолёта была увеличена до 7 пассажиров.
Производство 206L-4 завершилось в июне 2017 года, всего было выпущено более 3800 экземпляров LongRanger.

### Модели Gemini ST и TwinRanger

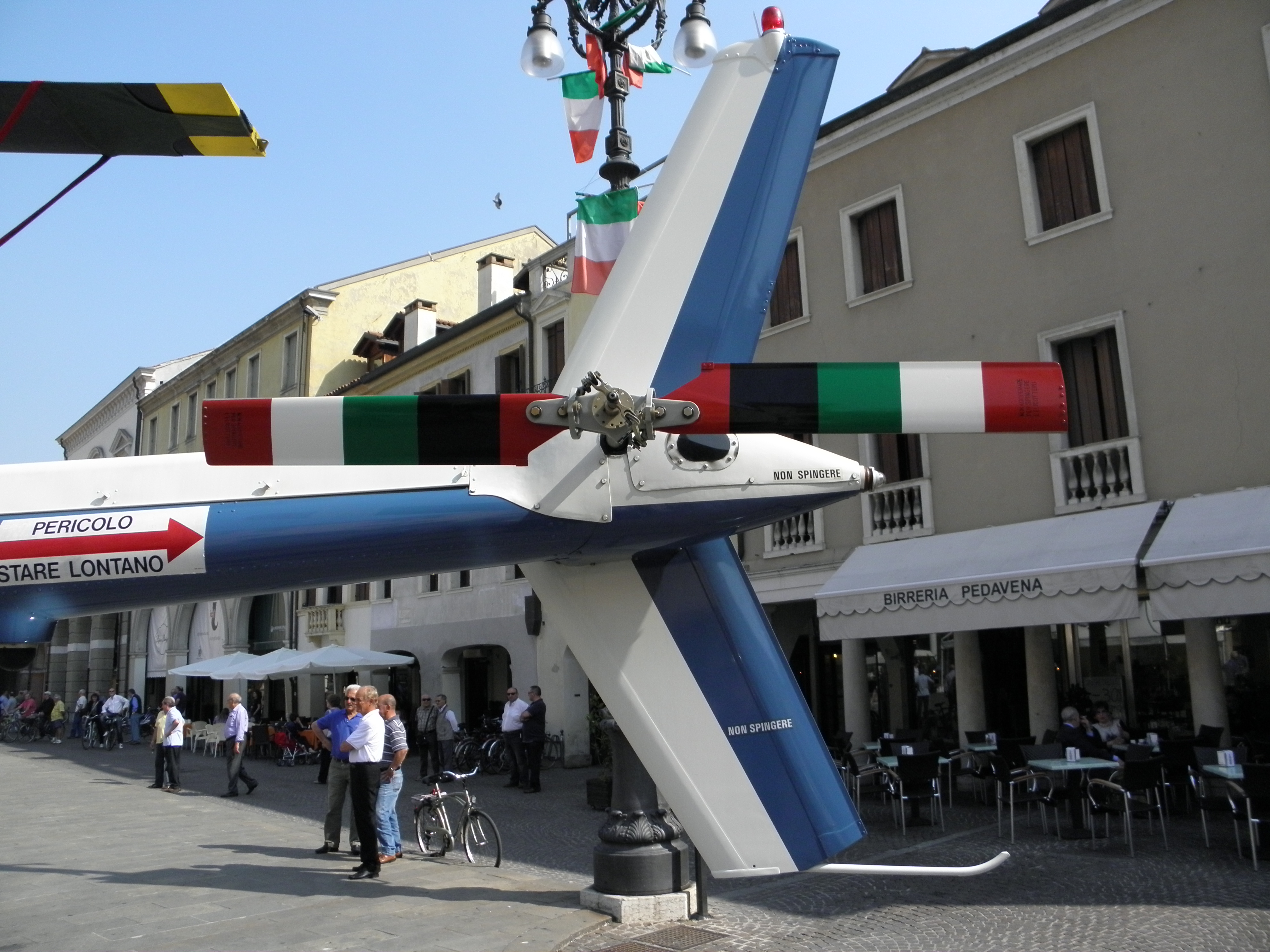
Рулевой винт вертолёта AB-206B JetRanger III

Вертолёт Bell 400 TwinRanger является развитием вертолёта Bell 206L с двумя газотурбинными двигателями Allison 250-C20 взлетной мощностью по 310 кВт каждый, и максимальной взлетной массой 2 495 кг. Название TwinRanger появилось в середине 1980-х годов, когда компания Bell разработала Bell 400 TwinRanger, но он так и не был запущен в серийное производство. Он отличается от предшественника увеличенной по размерам кабиной, в которой могут разместиться летчик и шесть пассажиров, и улучшенными аэродинамическими обводами фюзеляжа. Снабжен четырёхлопастным несущим винтом с эластомерными шарнирами и двухлопастным рулевым винтом с кольцевым ограждением. Совершил первый полет в 1984 году и разрабатывался отделением фирмы Bell в Канаде. Построено 4 опытных вертолёта. Разрабатывались также боевой вариант вертолёта Bell 400 Combat Twin с вооружением и модификация Bell 440, конструкция которого выполнена в основном из композиционных материалов.
В 1989 году компания Tridair Helicopters начала разработку двухмоторной модификации LongRanger под наименованием Gemini ST. Первый полет прототипа состоялся 16 января 1991 года, а сертификат типа, выданный Федеральным управлением гражданской авиации США был получен в ноябре. Сертификация охватывает конверсию версий LongRanger 206 L-1, L-3 и L-4 в вариант Gemini ST. В середине 1994 года Gemini ST был сертифицирован как первый двухдвигательный вертолёт, который мог работать как с одним, так и с двумя двигателями на всех этапах полета.
Bell 206LT TwinRanger был новой серийной моделью, эквивалентной Gemini ST компании Tridair, и был основан на варианте 206L-4. Было построено тринадцать 206LT, первый был поставлен в январе 1994 года, а последний — в 1997 году. TwinRanger был заменен в линейке Bell на более современный Bell 427.

## История службы
Первый Bell 206A поднялся в воздух 10 января 1966 года, а позднее в том же месяце вертолёт был представлен на выставке Международной вертолётной ассоциации (Helicopter Association International) в США. 20 октября 1966 года JetRanger прошёл сертификацию Федерального управления гражданской авиации США. Поставки JetRanger клиентам начались 13 января 1967 года, и первый вертолёт был куплен Гарри Холли, генеральным директором компании Hollymatic Corporation, перед этим лично управлявшим вертолётом Bell 47. В 1968 году ВМС США выбрали Bell 206A в качестве своего основного учебно-тренировочного самолёта под индексом TH-57 SeaRanger. Армия США также в конечном итоге выбрала этот вертолёт в качестве легкого вертолёта наблюдения и связи под названием OH-58 Kiowa.
Конструкция JetRanger оставалась неизменной с 1967 года пока в 1971 году Bell представила модель 206B JetRanger II. В 1977 году был представлен Bell 206B-3 JetRanger III с модифицированным рулевым винтом и более мощным двигателем. JetRanger стал популярен среди новостных телеканалов, которые использовали его для освещения дорожной ситуации и проведения репортажей с мест событий. LongRanger обычно используется в качестве вертолёта воздушной скорой помощи и корпоративного транспорта. 1 сентября 1982 года пилоты Х. Росс Перо-младший и Джей Коберн вылетели из Далласа, штат Техас, на вертолёте Bell 206L-2 с именем «Дух Техаса». Они вернулись 30 сентября, 29 дней и 3 часа спустя, совершив первый кругосветный полет на вертолёте.

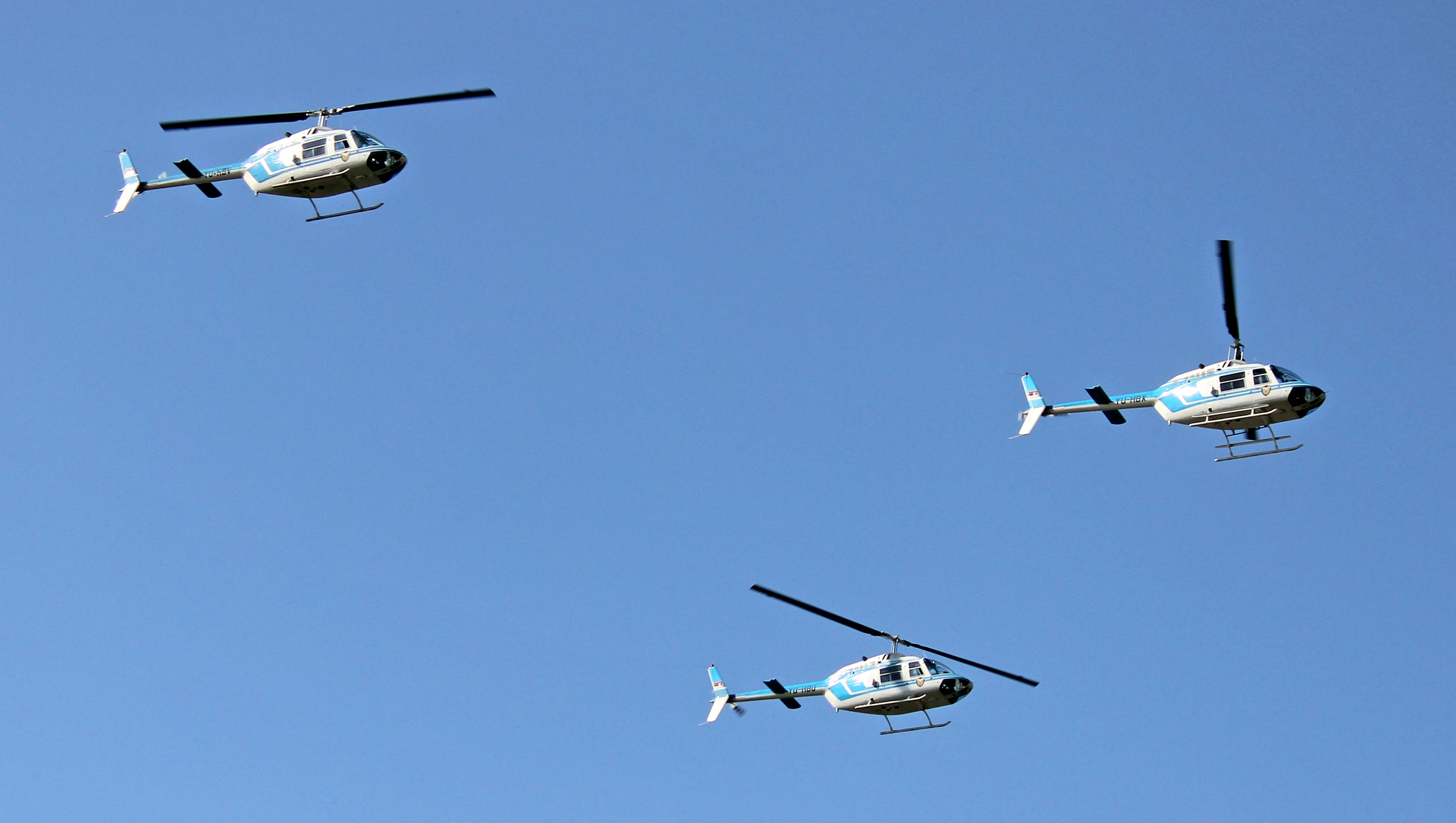
Три Bell 206B-3 Вертолётного подразделения полиции Сербии

Bell 206B впервые был представлен на канадском рынке вскоре после его сертификации в 1967 году. Его востребованность была обусловлена бурно развивающимися отраслями добывающей промышленности того времени, особенно в сфере геологоразведки нефти и газа, горнодобывающей промышленности и лесном хозяйстве. Его небольшая масса в сочетании с возможностью приземляться в труднодоступных, удаленных местах сделали его идеальным летательным аппаратом для транспортировки геологов, геодезистов и их оборудования в иным образом недоступные северные районы Канады.
В 1970-х и 1980-х годах JetRanger стал важнейшей частью геологоразведочных работ на севере Канады, включая земли Юкона, Северо-Западных территорий и арктические регионов, где суровые погодные условия и сложная пересеченная местность требовали вертолёта, который мог бы работать в сложных метеорологических условиях. Конструкционная прочность и низкие эксплуатационные расходы Bell 206B также сделали его лучшим вариантом для этих длительных, иногда опасных миссий.
В 1983 году австралийский бизнесмен и путешественник Дик Смит стал первым пилотом вертолёта, совершившим одиночное кругосветное путешествие за 260 летных часов. Во время полета он посадил свой Bell 206B-3 на заранее подготовленные контейнеровозы для дозаправки в Тихом океане между Японией и Алеутскими островами.
В 1993 году Армия США выбрала Bell 206B-3 в качестве победителя конкурса на новый тренировочный летательный аппарат в качестве основного учебного вертолёта TH-67 Creek. Количество TH-67, проданных армией было слишком мало, чтобы повлиять на гражданские рынки.
22 июля 1994 года пилот Рон Бауэр посадил свой 206B-3 (N206AJ) в Херсте, штат Техас, установив новый рекорд кругосветного полета на вертолёте. Бауэр вылетел 24 июня и вернулся через 24 дня, 4 часа, 36 минут и 24 секунды, летев со средней скоростью 65,97 км/ч. Бауэр использовал дополнительный топливный бак емкостью 340 литров, что удвоило дальность полета JetRanger III.

## Варианты

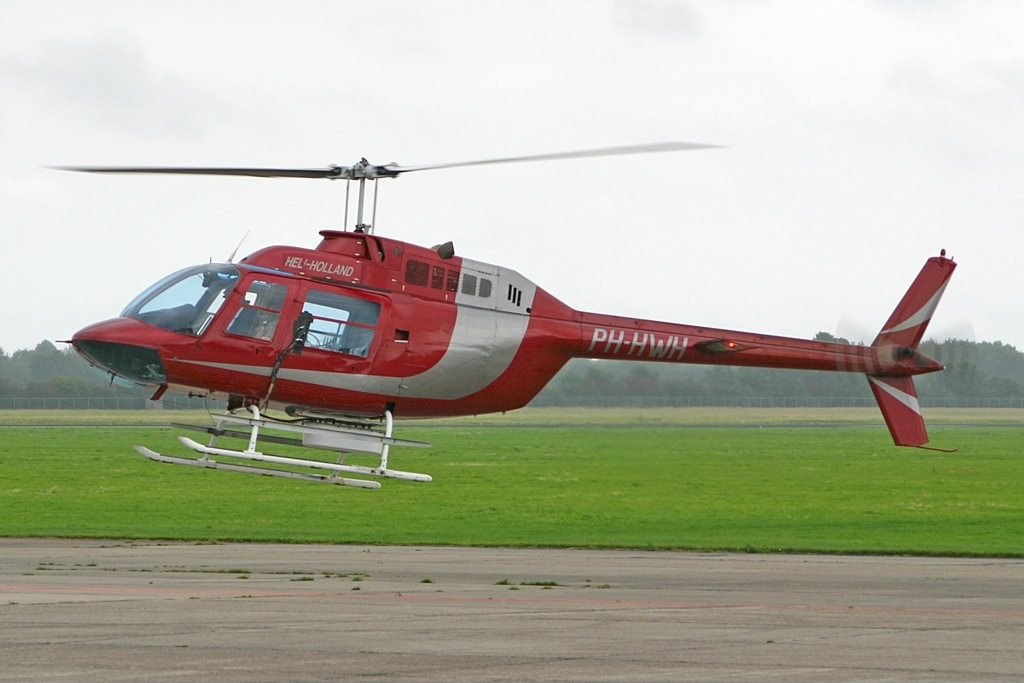
Построенный по лицензии в Италии Agusta-Bell 206B JetRanger

### Гражданские модели
Bell 206
Пять прототипов под внутренним индексом YOH-4A, построенных для летных испытаний в рамках участия в конкурсе на легкий вертолёт наблюдения и связи для Армии США. Построены в 1963 году.
Bell 206A
Первоначальная серийная версия с турбовальным двигателем Allison 250-C18. Сертифицирован Федеральным управлением гражданской авиации США в 1966 году. Выбран Вооруженными силами США под наименованием OH-58A Kiowa в 1968 году.
Bell 206B
Вариант с модернизированным двигателем Allison 250-C20.
Agusta-Bell 206A/A-1/B
Вертолёты, построенные по лицензии в Италии компанией AgustaWestland.
Bell 206B-2/B-3
Вариант с модернизированным двигателем Allison 250-C20J и увеличенным на 51 мм диаметром рулевого винта для лучшего управления рысканием в полёте.
Bell 206L LongRanger
Удлиненный семиместный вариант вертолёта, оснащенный турбовальным двигателем Allison 250-C20B.
Bell 206L-1 LongRanger II
Более мощная версия, оснащенная турбовальным двигателем Allison 250-C28.
Bell 206L-3 LongRanger III

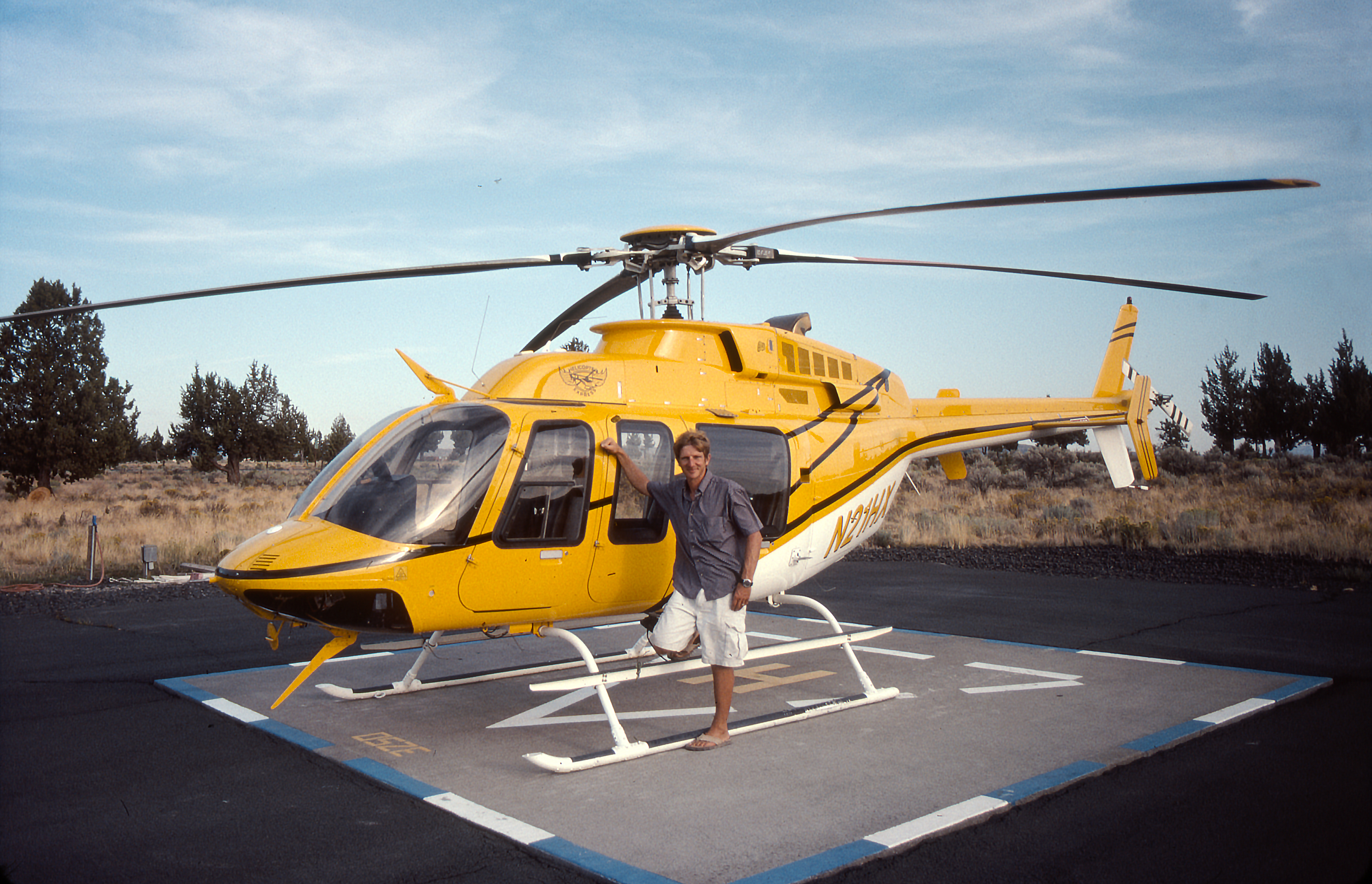
Вертолёт Bell 407 является дальнейшим развитием версии LongRanger с новым четырёхлопастным несущим винтом.

Модификация, заключающаяся в установке двигателя Allison 250-C30P, для дальнейшей модернизации вертолёта до версии 206L-4.
Bell 206L-4 LongRanger IV
Улучшенная версия с двигателем 250-C30P и модернизированной трансмиссией.
Bell 206L TwinRanger
Развитие вертолёта Bell 206L с двумя газотурбинными двигателями Allison 250-C20 взлетной мощностью по 310 кВт, и максимальной взлетной массой 2495 кг. Отличается увеличенной по размерам кабиной, в которой могут разместиться летчик и шесть пассажиров, и улучшенными аэродинамическими обводами фюзеляжа. Снабжен четырёхлопастным несущим винтом с эластомерными шарнирами и двухлопастным рулевым винтом с кольцевым ограждением. Совершил первый полет в 1984 году. Разрабатывался отделением фирмы Bell в Канаде. Построено 4 опытных вертолёта. Разрабатывались также боевой вариант вертолёта Bell 400 «Combat Twin» с вооружением и модификация Bell 440, конструкция которого выполнена в основном из композитных материалов.
Bell 206LT TwinRanger
Развитие вертолёта Bell 206L с двухлопастным несущим винтом и двумя газотурбинными двигателями Allison 250-C20B взлетной мощностью по 330 кВт. Совершил первый полет в 1991 году. Производится серийно в США.. Заменен в производстве на Bell 427.
Bell 407/417
Четырёхлопастной, однодвигательный, гражданский вертолёт общего назначения. Производный вариант от Bell 206L-4 LongRanger.
Cardoen Cb 206L-III
Чилийский модифицированный LongRanger III с зауженной передней частью фюзеляжа и изменённой формой окон кабины. Существовало по крайней мере два переделанных вертолёта этой версии, первый полет которых состоялся в 1989 году.
HESA Shahed 278
Иранская переделка Bell 206 методом обратной разработки.

### Военные модели
Bell CH-139 JetRanger
Обозначение вертолёта в версии Bell 206B-3 для Вооруженных сил Канады.
Hkp 6A
Обозначение шведской армии для варианта Agusta-Bell 206A. 21 вертолёт произведен в Италии. В шведской армии использовались в качестве учебно-тренировочных, связных, легких транспортных, разведывательных и ударных вертолётов, вооруженных противотанковыми управляемыми ракетами.
Hkp 6B

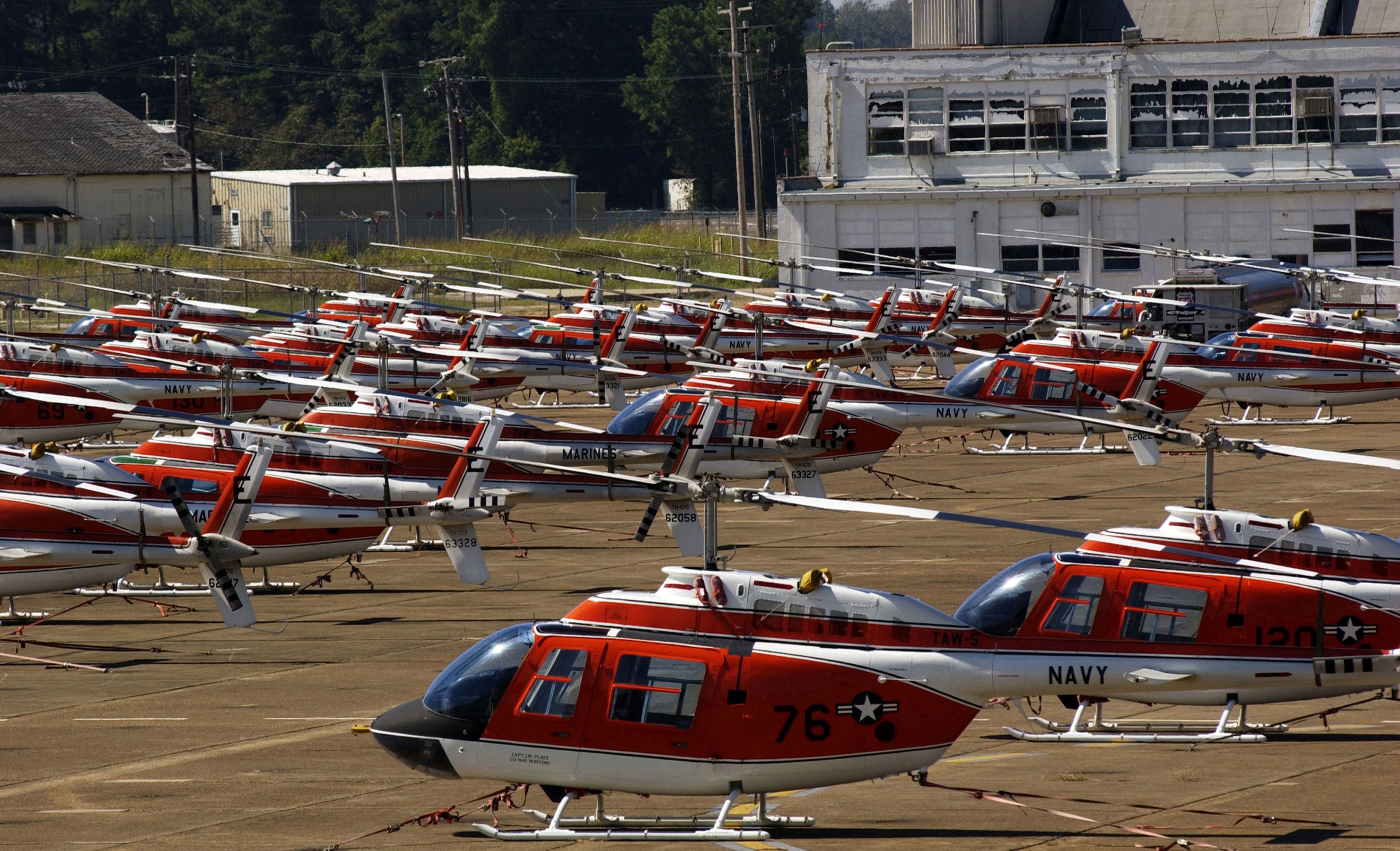
Вертолёты TH-57 Sea Ranger, предназначенные для обучения пилотов ВМС США

Обозначение ВМС Швеции для Agusta-Bell 206A. 10 единиц, произведенных в Италии, использовались как противолодочные вертолёты, вооруженные глубинными бомбами. Этот вертолёт был также оснащен надувными поплавками для использования при аварийной посадке на воду.
OH-58 Kiowa
Лёгкий разведывательный и связной вертолёт с газотурбинными двигателями Allison Т63А-700 мощностью по 236 кВт, построенный для армии США, которой было поставлено 2288 вертолётов в 1968—1973 годах. В вооруженных силах заменил вертолёт OH-6A Cayuse.
TH-57A Sea Ranger
Тренировочный вертолёт для первоначального обучения для ВМС США, Корпуса морской пехоты, Береговой охраны и отдельных пилотов вертолётов стран союзников. Является модификацией ОН-58А с двойным управлением и дополнительным оборудованием. Всего поставлено 173 вертолёта в 1967—1981 годах.
206L TexasRanger
Предложенная экспортная военная версия LongRanger’а. Был построен один демонстратор в 1981 году.
TH-67 Creek
Учебно-тренировочный вертолёт для Армии США, являвшийся вариантом вертолёта Bell 206B-3 JetRanger с одним газотурбинным двигателем Allison 250-C20JN. В 1993 году фирме Bell был предоставлен контракт стоимостью 85 млн долларов на поставку 102 вертолётов под обозначением TH-67 «Creek». Предусматривалась закупка 157 вертолётов и 12 тренажеров. Кабина вертолёта TH-67 оборудована для размещения инструктора и двух курсантов, одного рядом с инструктором и второго на заднем сиденье.

## Известные аварии и инциденты
- 1 августа 1977 года у новостного вертолёта Bell 206, пилотируемого Фрэнсисом Гэри Пауэрсом, закончилось топливо, и он потерпел крушение в поле недалеко от Энсино, штат Калифорния. В результате пилот и единственный пассажир вертолёта, оператор Джордж Спирс, погибли[22].
- 18 июня 1986 года в небе над Большим каньоном во время выполнения экскурсионных полётов столкнулись самолёт DHC-6 Twin Otter и вертолёт Bell 206, в результате погибли все находящиеся в них 25 человек. Это была крупнейшая авиакатастрофа в Большом каньоне после 1956 года (столкновения DC-7 и Super Constellation). После долгого расследования, Национальный совет по безопасности транспорта пришёл к выводу, что, несмотря на безоблачную погоду, пилоты не смогли увидеть [друг друга] и уклониться (англ. See and avoid), однако точная причина столкновения так и не была установлена. Также следователи указали на большое сосредоточение достопримечательностей в этом регионе, что приводило к повышенному траффику воздушных судов в небе, в связи с чем Федеральному управлению гражданской авиации США (FAA) была выдана рекомендация на разделение маршрутов полётов для самолётов и вертолётов. После данной авиакатастрофы, FAA внесла значительные изменения в проведение обзорных полётов над Гранд-Каньоном[23].
- 27 августа 1990 года американский гитарист-виртуоз и певец Стиви Рэй Вон в составе группы Double Trouble участвовал в концерте в рамках программы «In Step Tour» на горном курорте «Alpine Valley Resort» в городке Ист-Трой[англ.], штат Висконсин. В концерте, состоявшемся в музыкальном театре «Alpine Valley Music Theatre», также участвовали и другие известные музыканты, в частности Эрик Клэптон и Бадди Гай. После выступления в ночь на понедельник часть участников концерта направилась в Чикаго. Летели они на четырёх вертолётах, взлетавших в условиях сильного тумана друг за другом с двухминутными интервалами. Вертолёт Bell 206B, на котором летел Вон, разбился через несколько десятков секунд после взлёта, столкнувшись со склоном горы. Взрыва и пожара от удара не было, но все летевшие в этом вертолёте погибли мгновенно[24].
- 25 октября 1991 года вертолёт Bell 206B, на борту которого находились промоутер рок-концертов Билл Грэм, его девушка Мелисса Голд и пилот Стив Кан, врезался в вышку линии электропередачи к западу от Вальехо, Калифорния, в результате чего погибли все находившиеся на борту. Причиной аварии было признано решение пилота продолжить полёт в заведомо неблагоприятных погодных условиях[25].
- 12 января 1994 года вертолёт Agusta-Bell 206A-1 потерпел крушение при попытке приземлиться на вертолётной площадке штаба Центрального военного округа в Неве Яакове, в результате чего погибли все четверо находившихся на борту человек, включая генерал-майора Армии обороны Израиля Нехемию Тамари[26].

- 24 июля 2000 года спасательный вертолёт Bell 206L-3 LongRanger, принадлежавший компании Grant Kenny Ocean Helicopters и арендованный службой спасения Capricorn Helicopter, потерпел крушение в Мальборо, Квинсленд, Австралия в результате чего погибли все пять человек, находившихся на борту. Расследование показало, что существенным фактором, который, вероятно, привел к аварии, было то, что вертолёт вылетел с недостаточным количеством топлива для предполагаемого полета, и что подача оставшегося пригодного к использованию топлива могла быть прервана в результате неудачных манёвров пилота при попытке приземления, что могло привести к потере мощности двигателя и последующей катастрофе[27].
- 20 августа 2014 года начальник Генерального штаба вооруженных сил Гватемалы Руди Ортис погиб в результате крушения его Bell 206 на северо-востоке страны недалеко от границы с Мексикой. В катастрофе также погибли трое сопровождающих его офицеров и пилот вертолёта[28].

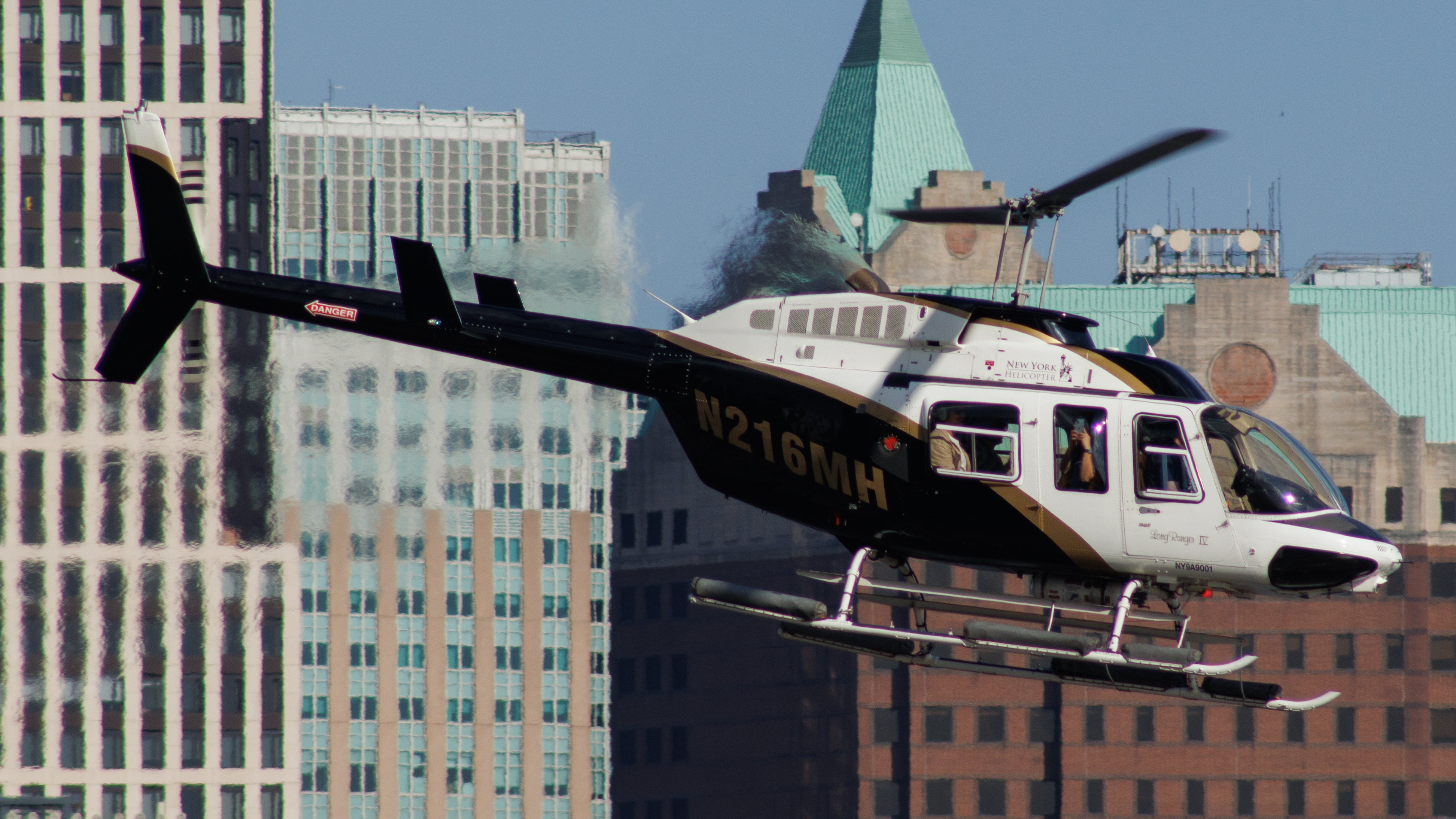
Bell 206L-4 LongRanger IV, Крушение Bell 206 над Гудзоном, за один год до катастрофы

- 18 февраля 2016 года вертолёт Bell 206B-3 JetRanger III компании Genesis Helicopters рухнул в воду во время экскурсионного полёта вокруг острова Оаху Гавайского архипелага. На борту находились пилот и четыре пассажира, один из которых погиб. Вероятная причиной аварии был назван выход из строя в полете приводного вала двигателя и коробки передач из-за неправильного технического обслуживания, что привело к резкому снижению оборотов несущего винта и последующей жесткой посадке на воду[29].
- 10 апреля 2025 года вертолёт Bell 206L-4 рухнул в реку Гудзон[англ.] в Нью-Йорке в районе шоссе Вест-Сайд и Спринг-стрит, рядом с пирсом 40. По данным сайта FlightRadar24, потерпевший крушение вертолёт находился в воздухе 15 минут. Также сообщалось, что один из свидетелей падения вертолёта заявил, что видел, как отлетела одна из лопастей несущего винта[30]. В результате крушения погиб руководитель испанского подразделения Siemens Августин Эскобар вместе с женой и тремя детьми, а также пилот вертолёта[31].

## Bell 206 в культуре

Bell 206, участвовавший в съемках фильма «Нечто»

- В фильме 1982 года «Нечто» показаны два вертолёта Bell 206, которые использовались командами норвежской и американской исследовательских баз. Был использован только один вертолёт с норвежскими опознавательными знаками на левом борту и английскими опознавательными знаками на правом борту, затем он был показан только с норвежцами, летящими на нем с правой стороны экрана налево, и только с американцами, летящими на нем слева направо. В одной очень короткой сцене показаны оба вертолёта одновременно, и её пришлось снимать через шесть месяцев после съемки остальных, когда команда фильма смогла получить второй вертолёт[32]. Курт Рассел на самом деле летал на этом 206-м в некоторых сценах, и в один момент вертолёт качается, когда Рассел не был полностью готов взять управление на себя. Команда фильма оставила это, чтобы развить его персонажа (бывшего пилота вертолёта времен войны во Вьетнаме), у которого трясутся руки из-за сильного пьянства и посттравматического стрессового расстройства[33].
- В фильме 1983 года «Голубой гром» вертолёт JetRanger изображен как вертолёт полиции Лос-Анджелеса, летающий в интересах подразделения «Astro»[34].
- Bell 206 также появляется в фильме 1991 года «Терминатор 2: Судный день» в качестве вертолёта полиции Лос-Анджелеса, который был украден Терминатором Т-1000 и использовался им для полёта под скоростной автомагистралью, чтобы преследовать Джона Коннора, Сару Коннор и защищающего их Терминатора Т-800[35].

## Операторы

### Военные и правительственные операторы

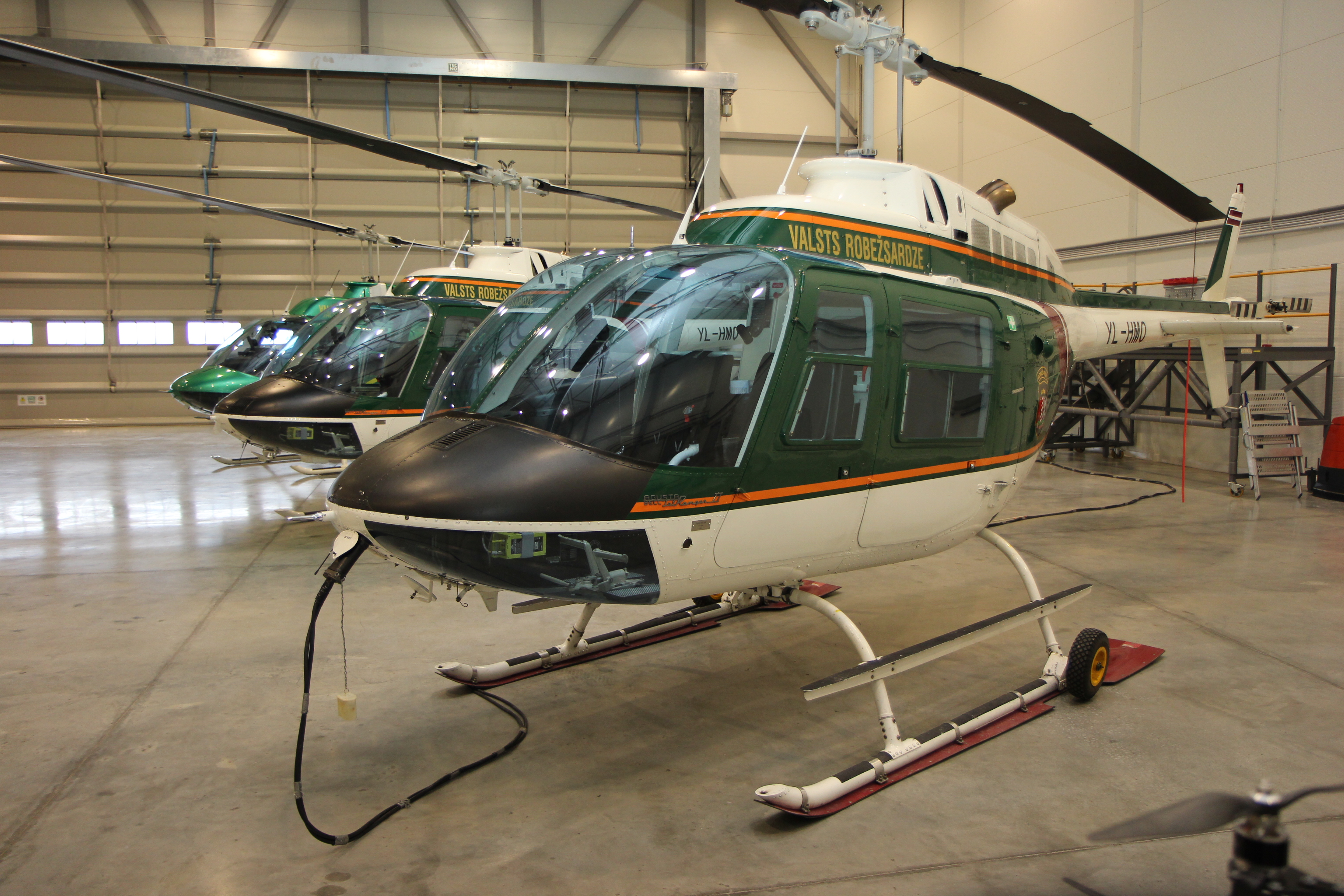
Два вертолёта Bell 206 JetRanger Государственной пограничной охраны Латвийской республики

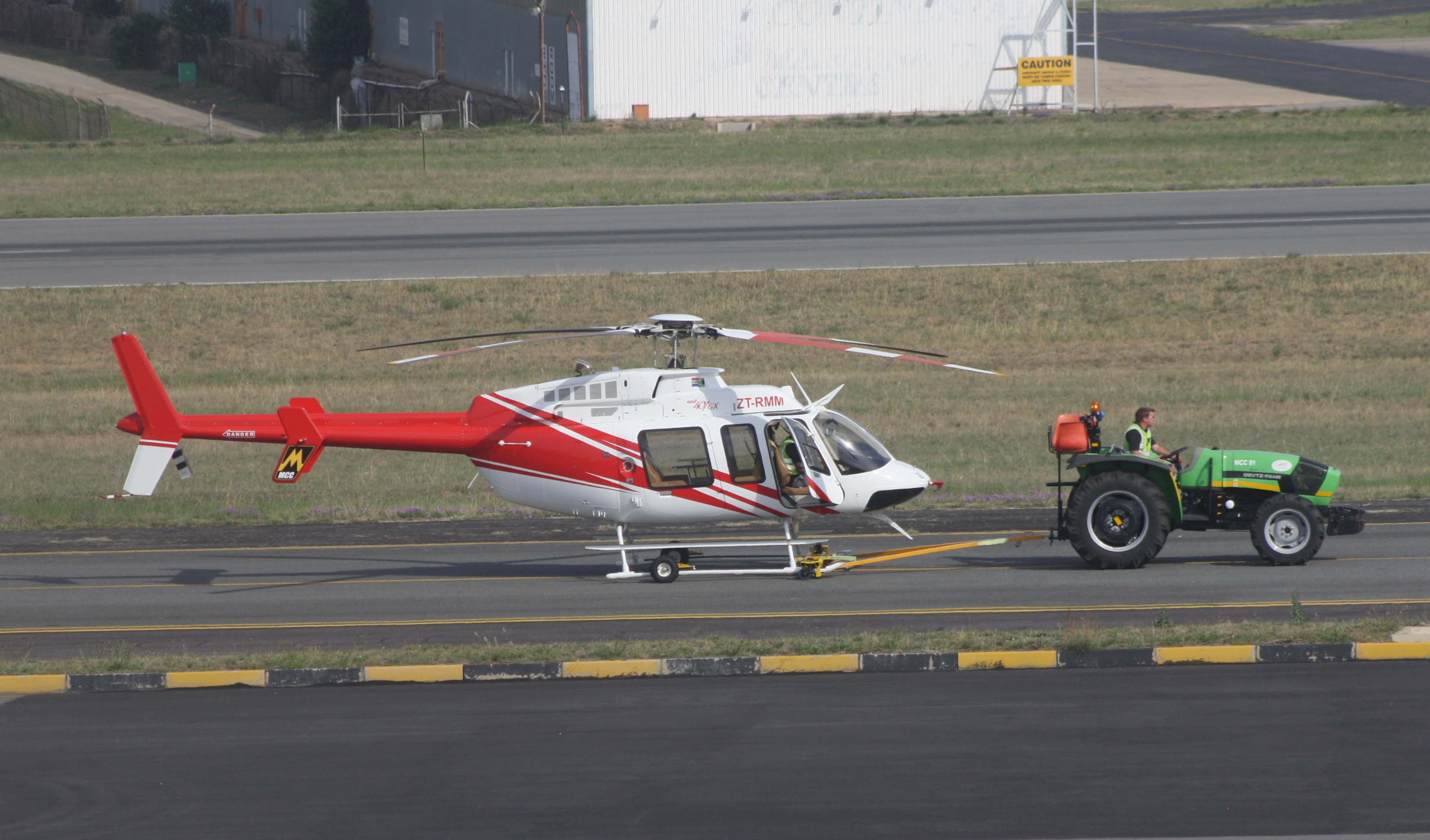
Транспортировка Bell 206 компании MCC Aviation по лётному полю аэродрома

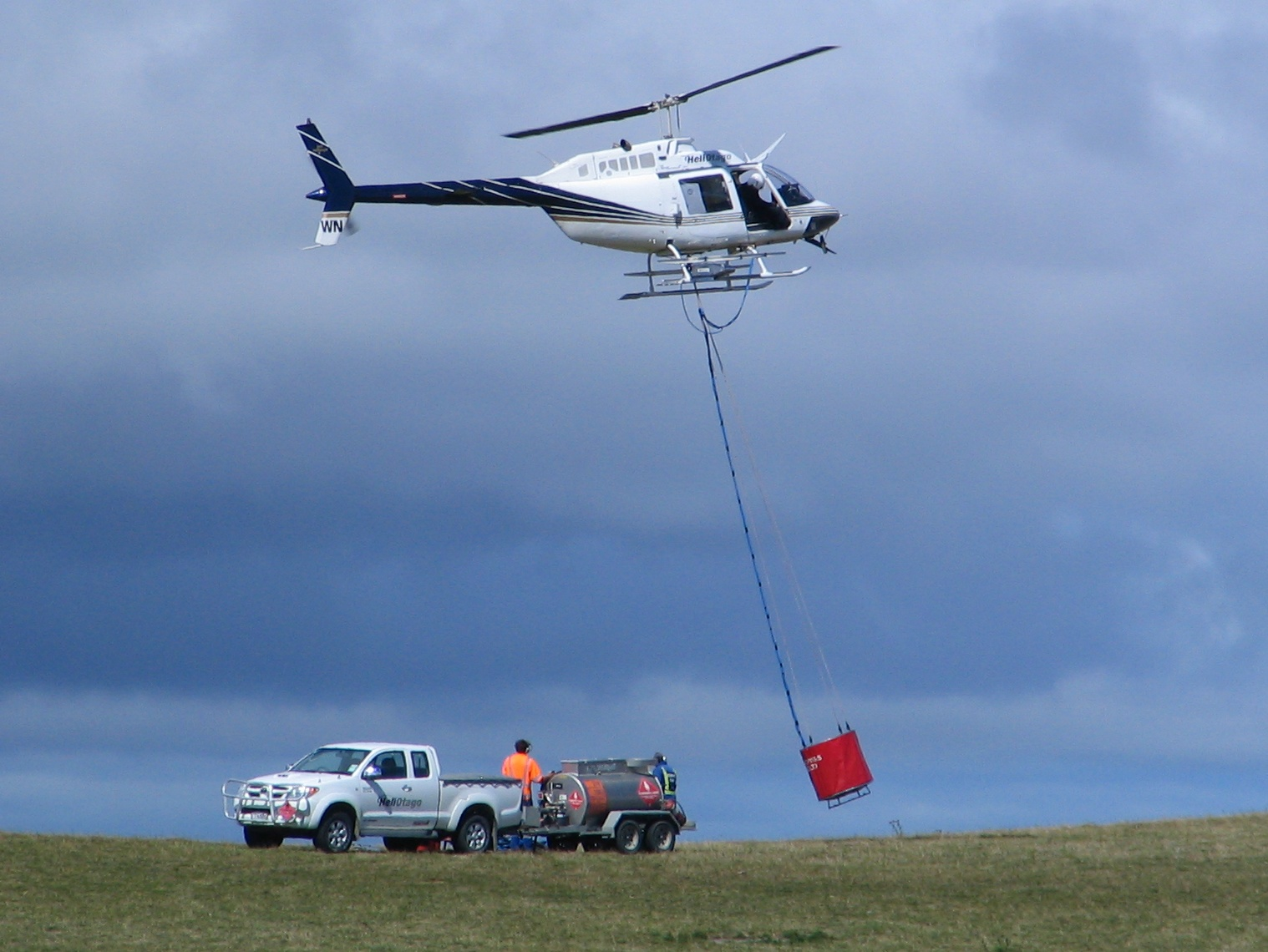
Bell 206B участвующий в тушении лесных пожаров в Новой Зеландии

Австралия — 29 Bell 206B-1, по состоянию на 2016 год
 Албания — 2 Bell 206C (AB-206C) по состоянию на 2024 год
 Аргентина — 5 Bell 206B3, по состоянию на 2016 год
 Бангладеш — 3 Bell 206L-4 и 2 Bell 206L, по состоянию на 2016 год
 Болгария — 6 Bell 206 по состоянию на 2024 год
 Бразилия — 15 Bell 206B3 Jet Ranger III (IH-6B), по состоянию на 2016 год
 Бруней — 2 Bell 206B, по состоянию на 2016 год
 Венесуэла — 4 Bell 206B и 1 Bell 206L3 Long Ranger II и 6 Bell 206B/L Jet Ranger/Long Ranger, по состоянию на 2016 год
 Гайана — 2 Bell 206, по состоянию на 2016 год
 Гватемала — 8 Bell 206, по состоянию на 2016 год
 Греция — 14 Bell 206 (AB-206) по состоянию на 2024 год
 Италия — 28 Bell 206 (AB-206) по состоянию на 2024 год
 США — 154 TH-67, по состоянию на 2016 год
 Вьетнам — 29 TH-67, по состоянию на 2016 год
 Израиль — 6 Bell 206, по состоянию на 2016 год
 ВВС Ирака — 10 Bell 206B3, по состоянию на 2016 год
 Иран — более 12 Bell 206 (AB-206) и 2 Bell 206A AB-206A), по состоянию на 2016 год
 Камерун —2 Bell 206B и 1 Bell 206L3, по состоянию на 2016 год
 Канада — 7 Bell 206 (CH-139) и 3 Bell 206L, по состоянию на 2016 год
 Кения — 2 Bell 206L, по состоянию на 2016 год
 Кипр — 2 Bell 206L-3, по состоянию на 2016 год
 Колумбия — 12 Bell 206B3 Jet Ranger III, 3 Bell 206B и 6 Bell 206L/L3/L4, по состоянию на 2016 год
 Латвия — 2 Bell 206 Jet Ranger
 Лесото — 1 Bell 206, по состоянию на 2016 год
 Северная Македония — 4 Bell 206B (AB-206B) по состоянию на 2024 год
 Малайзия — 1 Bell 206L, по состоянию на 2016 год
 Мексика — 45 Bell 206, 19 Bell 206B Jet Ranger II и 7 Bell 206L, по состоянию на 2016 год
 Мьянма — 6 Bell 206, по состоянию на 2016 год
 Марокко — 11 Bell 206, по состоянию на 2016 год
 Оман — 3 Bell 206 (AB-206), по состоянию на 2016 год
 Перу — 3 Bell 206B и 8 Bell 206, по состоянию на 2016 год
 Пакистан — 13 Bell 206B, по состоянию на 2016 год
 Сенегал — 2 Bell 206, по состоянию на 2016 год
 Словения — 4 Bell 206 (AB-206) по состоянию на 2024 год
 Танзания — 2 Bell 206A (AB-206A) и 2 Bell 206L, по состоянию на 2016 год
 Таиланд — 42 Bell 206, по состоянию на 2016 год
 Турция — 20 Bell 206 и 8 Bell 206A (AB-206A) по состоянию на 2024 год
 Уганда — 2 Bell 206A и 1 Bell 206, по состоянию на 2016 год
 Хорватия — 8 Bell 206B по состоянию на 2024 год
 Чили — 4 Bell 206 и 5 Bell 206B, по состоянию на 2016 год
 Шри-Ланка — 2 Bell 206A и 2 Bell 206B, по состоянию на 2016 год
 Эквадор — 3 Bell 206A, 4 Bell 206B и 7 Bell 206B Jet Ranger II, по состоянию на 2016 год
 Ямайка — 2 Bell 206B3, по состоянию на 2016 год
 Япония — 4 Bell 206B, по состоянию на 2016 год

## Тактико-технические характеристики
- Источник данных Jane’s[78].

| ТТХ семейства 206                                  |                     |                     |
|                                                    | 206B3               | 206L4               |
| Технические характеристики                         |                     |                     |
| Экипаж                                             | 1—2                 | 1—2                 |
| Пассажировместимость                               | 3—4                 | 4—6                 |
| Грузоподъёмность, кг                               | 635/680             | 855/н/д             |
| Длина, м                                           | 11,82               | 13,02               |
| Длина фюзеляжа, м                                  | 9,5                 | 9,82                |
| Диаметр несущего винта, м                          | 10,16               | 11,28               |
| Диаметр рулевого винта, м                          | 1,65                | 1,65                |
| Высота, м                                          | 2,89                | 3,14                |
| Площадь, ометаемая несущим винтом, м²              | 81,07               | 99,89               |
| Ширина по полозьям, м                              | 1,95                | 2,34                |
| Масса пустого, кг                                  | 777                 | 1 080               |
| Масса максимальная взлётная, кг                    | 1 451—1519          | 2 018               |
| Масса максимальная взлётная с подвесным грузом, кг | 1 519               | 2 064               |
| Двигатель                                          | 1 × ТВД Rolls-Royce | 1 × ТВД Rolls-Royce |
| Двигатель                                          | 250-C20J            | 250-C30P            |
| Мощность, л.с. (кВт)                               | 1× 420 (313)        | 1× 726 (541)        |
| Лётные характеристики                              |                     |                     |
| Максимально допустимая скорость, км/ч              | 225                 | 241/246             |
| Максимальная скорость, км/ч                        | 213                 | 203/206             |
| Практическая дальность, км                         | 692/778             | 600/661             |
| Продолжительность полёта                           | 4 ч 30 м            | 3 ч 42 м            |
| Практический потолок, м                            | 4 115               | 3 050               |
| Статический потолок, м                             | 4 025 / 1 615       | 3 050 / 1 980       |
| Скороподъёмность, м/с                              | 6,5                 | 6,8                 |
| Нагрузка на диск, кг/м²                            | 18,7/17,9           | 20,7                |
| Тяговооруженность, Вт/кг                           | 156/163             | 177/181             |

### Bell 206 в сравнении с другими многоцелевыми вертолётами
| Название   | Диаметр несущего винта | Длина фюзеляжа | Максимальная взлётная масса | Мощность   | Экипаж+ Пассажиры | Крейсерская скорость | Макс. скорость | Дальность полёта | Практический потолок | Разработчик     | Первый полёт |
| ---------- | ---------------------- | -------------- | --------------------------- | ---------- | ----------------- | -------------------- | -------------- | ---------------- | -------------------- | --------------- | ------------ |
| Ка-18      | 10,0 м                 | 10,0 м         | 1502 кг                     | 1×200 кВт  | 1 + 3             | 130 км/ч             | 160 км/ч       | 450 км           | 3500 м               | ОКБ Камова      | 1956 год     |
| Bell UH-1D | 14,63 м                | 17,4 м         | 4310 кг                     | 1×1045 кВт | 1 + 14            | 205 км/ч             | 220 км/ч       | 510 км           | 5910 м               | Bell Helicopter | 1956 год     |
| Ми-2       | 14,50 м                | 11,40 м        | 3659 кг                     | 2×298 кВт  | 1 + 8             | 194 км/ч             | 210 км/ч       | 580 км           | 4000 м               | ОКБ М. Л. Миля  | 1961 год     |
| Bell 206B3 | 10,16 м                | 12,11          | 1 451 кг                    | 1×313 кВт  | 1 + 4             | ~200 км/ч            | 224 км/ч       | 700 км           | 4115 м               | Bell Helicopter | 1966 год     |